# Магеллан. Повелитель морей
«Магеллан. Повелитель морей» (исп. Sin límites, буквальный перевод «Без пределов») — испанский исторический мини-сериал 2022 года, рассказывающий о кругосветном путешествии Фернана Магеллана и его штурмана Хуана Себастьяна Элькано. Главные роли в нём сыграли Родриго Санторо и Альваро Морте.

## Сюжет
Действие сериала происходит в 1517—1522 годах. Его главные герои — испанские мореплаватели Фернан Магеллан и Хуан Себастьян Элькано, экспедиция которых совершила в поисках западного прохода в Индию первое в истории кругосветное плавание, занявшее три года.

## В ролях
- Родриго Санторо — Фернан Магеллан
- Альваро Морте — Хуан Себастьян Элькано
- Серхио Перис-Менчета — Хуан де Картахена
- Карлос Куэвас — Мартино
- Никколо Сенни — Антонио Пигафетта
- Адриан Ластра — Луис де Мендоса
- Пепон Ньето — отец Бартоломе
- Гонсало Диниш — Дуарте Барбоза
- Луиш Лукаш — Диего Барбоза
- Барбара Гоэнага — Беатрис Барбоза
- Рауль Техон — Гонсало Гомес де Эспиноса
- Кепа Эррасти — капитан Кесада
- Педро Бачура — Омар с Мадейры
- Диего Гарридо — Никколо
- Колин Райан — Энрике де Малакка
- Джозеф Эвонде — чернокожий матрос
- Карлос Шольц — Карл V Габсбург
- Паоло Пинто — португальский министр
- Джейсон Асунсьон — раджа Хумабон
- Армандо Алера — вождь Лапу-Лапу

## Список серий
- 1 — «Мой король не хотел меня видеть»
- 2 — «Тебя разыскивают за измену»
- 3 — «Восстание карается смертью»
- 4 — «Киты не плавают в реках»
- 5 — «Они выбрали тебя капитаном»
- 6 — «Это восточные ветры»

## Создание и оценки
О начале работы над сериалом стало известно в феврале 2020 года. Производством занялись совместно Amazon и испанская теле-радиовещательная корпорация RTVE. Режиссёром стал Саймон Уэст. Съёмки проходили в Доминиканской Республике, на Канарских островах и в Великобритании. Премьерный показ проходил с 10 по 17 июня 2022 года.